# 1166 Avenue of the Americas
1166 Avenue of the Americas, voorheen bekend als het International Paper Building en Marsh & McLennan Headquarters, is een wolkenkrabber in New York, Verenigde Staten. Het gebouw staat op 1166 6th Avenue en werd in 1974 voltooid.

## Ontwerp
1166 Avenue of the Americas is 182,91 meter hoog en telt 44 verdiepingen. Het is door Skidmore Owings And Merrill in modernistische stijl ontworpen.
Het gebouw heeft een totale oppervlakte van 145.013 vierkante meter. Het gebouw, dat van staal en beton gemaakt is, bevat 26 persoonsliften en twee interne trappenhuizen.